# Isaac Hayden
Isaac Scot Hayden (sinh ngày 22 tháng 3 năm 1995 tại Chelmsford, Anh) là một cầu thủ bóng đá người Anh thi đấu ở vị trí tiền vệ phòng ngự cho câu lạc bộ Norwich City theo dạng cho mượn từ Newcastle United.

## Sự nghiệp câu lạc bộ

#### Arsenal
Hayden có trận đầu tiên cho clb Arsenal là vào ngày 25 tháng 9 năm 2013 chơi ở vị trí tiền vệ tại giải đấu League Cup, anh được thay ra vào phút 84. Isaac Hayden chưa có một trận đấu chính thức nào tại giải Premier League.

#### Hull City (mượn)
Ngày 31 tháng 7 năm 2015, Hayden gia nhập Hull City với một bản hợp đồng cho mượn đến hết mùa giải. Hayden đã có trận đấu đầu tiên cho câu lạc bộ vào trận đấu mở màn mùa giải 2015–16 với chiến thắng 2-0 trên sân nhà trước Huddersfield Town. Hayden ghi bàn thắng đầu tiên cho câu lạc bộ trong chiến thắng 6-0 trước Charlton Athletic ngày 16 tháng 1 năm 2016.

#### Newcastle United
Ngày 11 tháng 7 năm 2016, Hayden kí hợp đồng 5 năm với Newcastle United. Hayden ghi bàn thắng đầu tiên cho Newcastle trong chiến thắng 4-1 trước Reading vào ngày 17 tháng 8 năm 2016. Hayden tiếp tục vô địch Championship mùa giải 2016-17 với Newcastle vào tháng 5 năm 2017.
Sau khi thăng hạng, Hayden đã giành được một vị trí chính thức trong đội hình của huấn luyện viên Rafael Benítez với vai trò một tiền vệ phòng ngự. Sau sự ra đi của Benitez vào năm 2019, Steve Bruce tiếp tục sử dụng Hayden ở vị trí tiền vệ và hậu vệ cánh phải. Hayden đã ghi bàn thắng quyết định trong trận thắng 1-0 giữa mùa giải 2020 trước Chelsea với cú đánh đầu ở phút bù giờ cuối cùng.
Sau khi gặp một chấn thương dài hạn vào tháng 12 năm 2021, Hayden đã không được điền tên trong danh sách 25 cầu thủ của Newcastle United chinh chiến cho nửa sau mùa giải 2021-2022.
Vào ngày 14 tháng 3 năm 2022, Hayden bị Liên đoàn bóng đá Anh phạt 19.000 bảng sau khi phàn nàn trên Twitter về màn điều hành trận đấu của trọng tài David Coote sau trận thua 0-1 của Newcastle trước Chelsea.

#### Norwich City (mượn)
Ngày 7 tháng 6 năm 2022, Hayden gia nhập câu lạc bộ Norwich City ở Championship với một bản hợp đồng cho mượn một mùa. 

## Sự nghiệp quốc tế
Haydne sinh ra tại Anh, anh có bố là người Anh và mẹ là người Jamaica, anh có đủ điều kiện thi đấu cho cả hai đội tuyển quốc gia này. Hayden đã thi đấu cho các đội tuyển U-16, U-17, U-18, U-19, U-20 và U-21 Anh. 
Hayden tuyên bố tham vọng chơi cho Đội tuyển bóng đá quốc gia Anh vào tháng 9 năm 2019. Tuy nhiên, anh đã thay đổi quan điểm vào tháng 3 năm 2021 khi đích thân liên hệ với Liên đoàn bóng đá Jamaica để bày tỏ mong muốn được chơi cho đội Jamaica. Điều này xảy ra vào thời điểm khi Liên đoàn bóng đá Jamaica tuyên bố ý định  triệu tập một số cầu thủ Anh có gốc Jamaica, nhằm nâng cao cơ hội tham dự World Cup 2022.

## Thống kê sự nghiệp
Tính đến 1 tháng 12 năm 2015
| Câu lạc bộ          | Mùa giải            | Giải vô địch quốc gia | Giải vô địch quốc gia | Giải vô địch quốc gia | FA Cup  | FA Cup    | League Cup | League Cup | Cúp Châu Âu | Cúp Châu Âu | Tổng cộng | Tổng cộng |
| Câu lạc bộ          | Mùa giải            | Giải đấu              | Số trận               | Bàn thắng             | Số trận | Bàn thắng | Số trận    | Bàn thắng  | Số trận     | Bàn thắng   | Số trận   | Bàn thắng |
| ------------------- | ------------------- | --------------------- | --------------------- | --------------------- | ------- | --------- | ---------- | ---------- | ----------- | ----------- | --------- | --------- |
| Arsenal             | 2013-14             | Premier League        | 0                     | 0                     | 0       | 0         | 1          | 0          | 0           | 0           | 1         | 0         |
| Arsenal             | 2014-15             | Premier League        | 0                     | 0                     | 0       | 0         | 1          | 0          | 0           | 0           | 1         | 0         |
| Arsenal             | Tổng cộng           | Tổng cộng             | 0                     | 0                     | 0       | 0         | 2          | 0          | 0           | 0           | 2         | 0         |
| Hull City (mượn)    | 2015-16             | Championship          | 18                    | 1                     | 2       | 0         | 4          | 0          | —           | —           | 24        | 1         |
| Newcastle United    | 2016-17             | Championship          | 33                    | 2                     | 3       | 0         | 2          | 0          | —           | —           | 38        | 2         |
| Newcastle United    | 2017-18             | Premier League        | 26                    | 1                     | 2       | 0         | 1          | 0          | —           | —           | 29        | 1         |
| Newcastle United    | 2018-19             | Premier League        | 25                    | 1                     | 3       | 0         | 0          | 0          | —           | —           | 28        | 1         |
| Newcastle United    | 2019-20             | Premier League        | 29                    | 1                     | 5       | 0         | 1          | 0          | —           | —           | 35        | 1         |
| Newcastle United    | 2020-21             | Premier League        | 24                    | 0                     | 1       | 0         | 2          | 1          | —           | —           | 27        | 1         |
| Newcastle United    | 2021-22             | Premier League        | 14                    | 1                     | 0       | 0         | 0          | 0          | —           | —           | 14        | 1         |
| Newcastle United    | Tổng cộng           | Tổng cộng             | 151                   | 6                     | 14      | 0         | 6          | 1          | 0           | 0           | 171       | 7         |
| Tổng cộng sự nghiệp | Tổng cộng sự nghiệp | Tổng cộng sự nghiệp   | 169                   | 7                     | 16      | 0         | 12         | 1          | 0           | 0           | 197       | 8         |